# 第13旅団 (陸上自衛隊)
第13旅団（だいじゅうさんりょだん、JGSDF 13th Brigade）は、中部方面隊直轄の即応近代化旅団で、司令部を広島県安芸郡海田町の海田市駐屯地に置く陸上自衛隊の旅団のひとつである。

## 概要
3個普通科連隊（軽）を基幹とし、山口県、広島県、岡山県、島根県、鳥取県の防衛警備、災害派遣等を任務とする。
1962年（昭和37年）、第13師団として中国5県（山口県、広島県、岡山県、島根県、鳥取県）および四国4県（香川県、愛媛県、徳島県、高知県）を担任する定員7千名の乙師団として編成された。その後、1970年（昭和45年）に第46普通科連隊を新編、定員9千名の甲師団に改編された。後に、善通寺駐屯地に第2混成団が新編されるのに伴い、同混成団に四国4県の担任を委譲し、定員7,100名の乙甲師団となる。更に、1999年（平成11年）3月に陸上自衛隊で初の旅団である第13旅団となった。2008年（平成20年）には即応近代化旅団に改編される。第13旅団の師団等標識は、担当する中国地方を統一した毛利元就の「三本の矢の教え」の故事から、3本の矢羽根と、その左右の藍色が算用数字の13を表している。第13師団時代から変わらない。
1999年（平成11年）3月の旅団化に伴い、定員は7,100名から4,100名となったが、そもそも定員充足率が全国的に最低レベルの65パーセント程度であったため、むしろ定員充足率が大幅に向上した。旅団化に伴い、次のような改編があった。
1. 第47普通科連隊（即応予備自衛官を主幹とするコア部隊）を新編。
2. 第13戦車大隊（74式戦車30両）は第13戦車中隊（74式戦車16両）に改組された。
3. 第13特科連隊（1200名程度）は第13特科隊（400-500名程度）に改組された。陸上自衛隊で初めての「旅団特科隊」という編成であった。第13特科隊は、定員は大隊と同様[2]であるが、隊長は1等陸佐（連隊長相当）[3]で、隊本部も連隊本部と同様の幕僚構成とされている[4]。連隊時代あった4個特科大隊は4個射撃中隊（うち第4射撃中隊は即応予備自衛官を中心とする中隊）とされたが、大隊本部にあった幕僚機能は隊本部が有することとなって機能の凝縮が図られた[5]。そのため、各射撃中隊には新たに副中隊長が配置されることとなった[6]。
4. 第13高射特科大隊は第13高射特科中隊に改組された。

## 沿革
- 1999年（平成11年）3月29日：第13師団から旅団に改編。
- 2008年（平成20年）3月26日：即応近代化旅団に改編。

1. 第47普通科連隊（海田市駐屯地）を中部方面混成団に編成替え。
2. 第13特科隊第4射撃中隊等コア化されていた中隊・小隊を常備自衛官による編制に改組、若しくは部隊そのものを廃止。
3. 第13戦車中隊第4戦車小隊（日本原駐屯地）を廃止。
4. 第13対戦車中隊（出雲駐屯地）および第13後方支援隊第2整備中隊対戦車直接支援班（出雲駐屯地）を廃止。
5. 第13偵察隊を増強改編（同日今津駐屯地に新編された中部方面移動監視隊と連携し日本海沿岸の監視能力を強化）。

- 2013年（平成25年）3月26日：第13旅団司令部付隊化学防護小隊が第13旅団司令部付隊から独立し第13化学防護隊に改組[7]。
- 2014年（平成26年）3月26日：旅団改編。

1. 第13施設中隊（海田市駐屯地）を第13施設隊へ改編。
2. 第13通信中隊（海田市駐屯地）を第13通信隊へ改編。
3. 第13化学防護隊（海田市駐屯地）を第13特殊武器防護隊へ改編（生物偵察車の充足）。

2020年頃の主要編成
第8・第17・第46普通科連隊、第13特科隊、第13高射特科中隊、第13戦車中隊
- 2024年（令和06年）3月21日：地域配備旅団に改編。

1. 第13偵察隊および第13戦車中隊を廃止・統合し、第13偵察戦闘大隊を出雲駐屯地に新編[8]。
2. 第13特科隊（日本原駐屯地）を廃止し、中部方面特科連隊第3特科大隊に再編。

2024年頃の主要編成
第8・第17・第46普通科連隊、第13偵察戦闘大隊、第13高射特科中隊

## 編成・駐屯地
編成
- 第13旅団司令部
- 第8普通科連隊（3個普通科中隊基幹）
- 第17普通科連隊（3個普通科中隊基幹）
- 第46普通科連隊（3個普通科中隊基幹）
- 第13後方支援隊
- 第13偵察戦闘大隊
- 第13施設隊
- 第13通信隊
- 第13飛行隊
- 第13高射特科中隊
- 第13特殊武器防護隊
- 第13旅団司令部付隊
- 第13音楽隊

駐屯地
- 海田市駐屯地（広島県安芸郡海田町）
  - 旅団司令部および司令部付隊
  - 第46普通科連隊
  - 第13施設隊
  - 第13通信隊
  - 第13後方支援隊
  - 第13特殊武器防護隊
  - 第13音楽隊
- 日本原駐屯地（岡山県勝田郡奈義町）
  - 第13高射特科中隊
- 米子駐屯地（鳥取県米子市）
  - 第8普通科連隊
- 山口駐屯地（山口県山口市）
  - 第17普通科連隊
- 出雲駐屯地（島根県出雲市）
  - 第13偵察戦闘大隊
- 防府分屯地（山口県防府市）
  - 第13飛行隊

## 主要幹部
| 官職名                       | 階級    | 氏名     | 補職発令日     | 前職                   |
| ---------------------------- | ------- | -------- | -------------- | ---------------------- |
| 第13旅団長                   | 陸将補  | 橋爪良友 | 2025年08月01日 | 防衛研究所副所長       |
| 副旅団長 兼 海田市駐屯地司令 | 1等陸佐 | 村上賢治 | 2023年12月01日 | 東部方面総監部総務部長 |
| 幕僚長                       | 1等陸佐 | 德淵文雄 | 2025年03月17日 | 第15即応機動連隊長     |
| 火力調整部長                 | 2等陸佐 | 堀光孝   | 2025年03月17日 | 第1師団司令部第1部長   |

| 代 | 氏名       | 在職期間                        | 出身校・期 | 前職                                                           | 後職                                                    |
| -- | ---------- | ------------------------------- | ---------- | -------------------------------------------------------------- | ------------------------------------------------------- |
| 01 | 小野寺平正 | 1999年03月29日 - 2001年03月26日 | 防大11期   | 陸上幕僚監部調査部長                                           | 第3師団長 （陸将昇任）                                  |
| 02 | 田川睦夫   | 2001年03月27日 - 2002年12月02日 | 防大12期   | 陸上自衛隊需品学校長 兼 松戸駐屯地司令                         | 退職                                                    |
| 03 | 奈良曉     | 2002年12月02日 - 2004年07月31日 | 防大14期   | 西部方面総監部幕僚長 兼 健軍駐屯地司令                         | 陸上幕僚監部付 →2004年8月30日 辞職                      |
| 04 | 内田益次郎 | 2004年08月01日 - 2006年03月26日 | 防大18期   | 陸上自衛隊富士学校機甲科部長                                   | 第4師団長 （陸将昇任）                                  |
| 05 | 佐藤修一   | 2006年03月27日 - 2008年07月31日 | 防大19期   | 陸上幕僚監部監察官                                             | 第2師団長 （陸将昇任）                                  |
| 06 | 平野治征   | 2008年08月01日 - 2010年03月28日 | 防大21期   | 陸上自衛隊高射学校長 兼 下志津駐屯地司令                       | 陸上自衛隊関東補給処長 兼 霞ヶ浦駐屯地司令 （陸将昇任） |
| 07 | 海沼敏明   | 2010年03月29日 - 2011年08月04日 | 防大23期   | 陸上自衛隊研究本部幹事 兼 企画室長                             | 陸上自衛隊関東補給処長 兼 霞ヶ浦駐屯地司令 （陸将昇任） |
| 08 | 川又弘道   | 2011年08月05日 - 2013年03月27日 | 防大25期   | 陸上自衛隊研究本部幹事 兼 企画室長                             | 第4師団長 （陸将昇任）                                  |
| 09 | 掛川壽一   | 2013年03月28日 - 2015年08月03日 | 防大26期   | 陸上自衛隊高射学校長 兼 下志津駐屯地司令                       | 第6師団長 （陸将昇任）                                  |
| 10 | 西浩德     | 2015年08月04日 - 2016年03月22日 | 防大28期   | 北部方面総監部幕僚副長                                         | 第1師団長 （陸将昇任）                                  |
| 11 | 鈴木直栄   | 2016年03月23日 - 2018年07月31日 | 防大30期   | 陸上幕僚監部監察官                                             | 防衛研究所副所長                                        |
| 12 | 山根寿一   | 2018年08月01日 - 2020年08月24日 | 防大33期   | 東北方面総監部幕僚副長                                         | 第3師団長 （陸将昇任）                                  |
| 13 | 兒玉恭幸   | 2020年08月25日 - 2021年12月21日 | 防大33期   | 陸上自衛隊教育訓練研究本部副本部長 兼 総合企画部長             | 第1師団長 （陸将昇任）                                  |
| 14 | 松永康則   | 2021年12月22日 - 2023年08月28日 | 防大34期   | 陸上自衛隊富士学校普通科部長 兼 諸職種協同センター副センター長 | 北部方面総監部幕僚長 兼 札幌駐屯地司令                  |
| 15 | 德永勝彦   | 2023年08月29日 - 2024年08月01日 | 防大36期   | 内閣官房国家安全保障局内閣審議官 （内閣事務官 兼 陸将補）      | 第8師団長 （陸将昇任）                                  |
| 16 | 今村武     | 2024年08月02日 - 2025年07月31日 | 防大34期   | 中部方面総監部幕僚長 兼 伊丹駐屯地司令                         | 陸上自衛隊富士学校長 兼 富士駐屯地司令 （陸将昇任）     |
| 17 | 橋爪良友   | 2025年08月01日 -                | 防大34期   | 防衛研究所副所長                                               |                                                         |

## 警備地区
- 第13警備地区：山口県、広島県、岡山県、島根県、鳥取県
- 警備隊区：
  - 第8普通科連隊：山陰地方
  - 第17普通科連隊：山口県全域
  - 第46普通科連隊：
  - 第13偵察戦闘大隊：島根県[12]
  - 第13施設隊：
  - 第13高射特科中隊：岡山県真庭市、新見市、高梁市、吉備中央町、新庄村

## その他
- かつては広島市内で観閲行進を行っていた。1971年（昭和46年）10月31日に行った例では、広島城南側交差点から紙屋町交差点（前年度は市役所前）の間で、戦車15両、ヘリコプター10機、火砲90門、隊員1500人の規模で行われた[13]。